# Купольная баня
Купольная баня или Гюмбезли (азерб. Gümbəzli hamam, Çuxur hamam) — исторический памятник в Губинском районе Азербайджана.

## История
Памятник истории относится к XIX веку. Баня использовалась по предназначению вплоть до 1980 года. Использование бани было приостановлено вследствие устаревания системы канализации.
В 1986-1987 годах в бане были проведены реставрационные работы.
В 2015 году в Купольной бане вновь начались реставрационные работы. Реставрационные работы проводились за счет совместной финансовой поддержки Фонда охраны культурного наследия посольства США и Министерства культуры и туризма Азербайджанской Республики. 26 марта 2018 года состоялось официальное открытие Купольной бани после реставрации. На церемонии открытия присутствовали министр культуры Абульфас Гараев, посол США в Азербайджане Роберт Секута и его супруга, а также глава Исполнительной власти Губинского района Зияддин Алиев.
Купольная баня внесена Министерством культуры Азербайджанской Республики в Национальную регистрацию исторических памятников в Азербайджане.

## Архитектура
Купольная баня расположена в центре города Губа на пересечении улиц Мусабекова и Ардебиль.
Купольная баня сконструирована из красного кирпича. По этой причине эту баню часто именуют Красная баня. В Баня имеется один вход, 6 окон и один этаж. План здания состоит из одного центрального зала, 4 комнат, предназначенных для мужчин, еще 3 комнаты, предназначенные для отдыха. В интерьере Бани на стенах использовались национальные орнаменты и украшения.
Здание бани состоит из 2 куполов высота которых достигает 9 метров. Баня отапливалась посредством дров. Термостойкий кирпич укладывался вдоль подвала бани, и таким образом этот способ разогревания бани использовался как для нагревания самой бани, так и для пола.

## Галерея

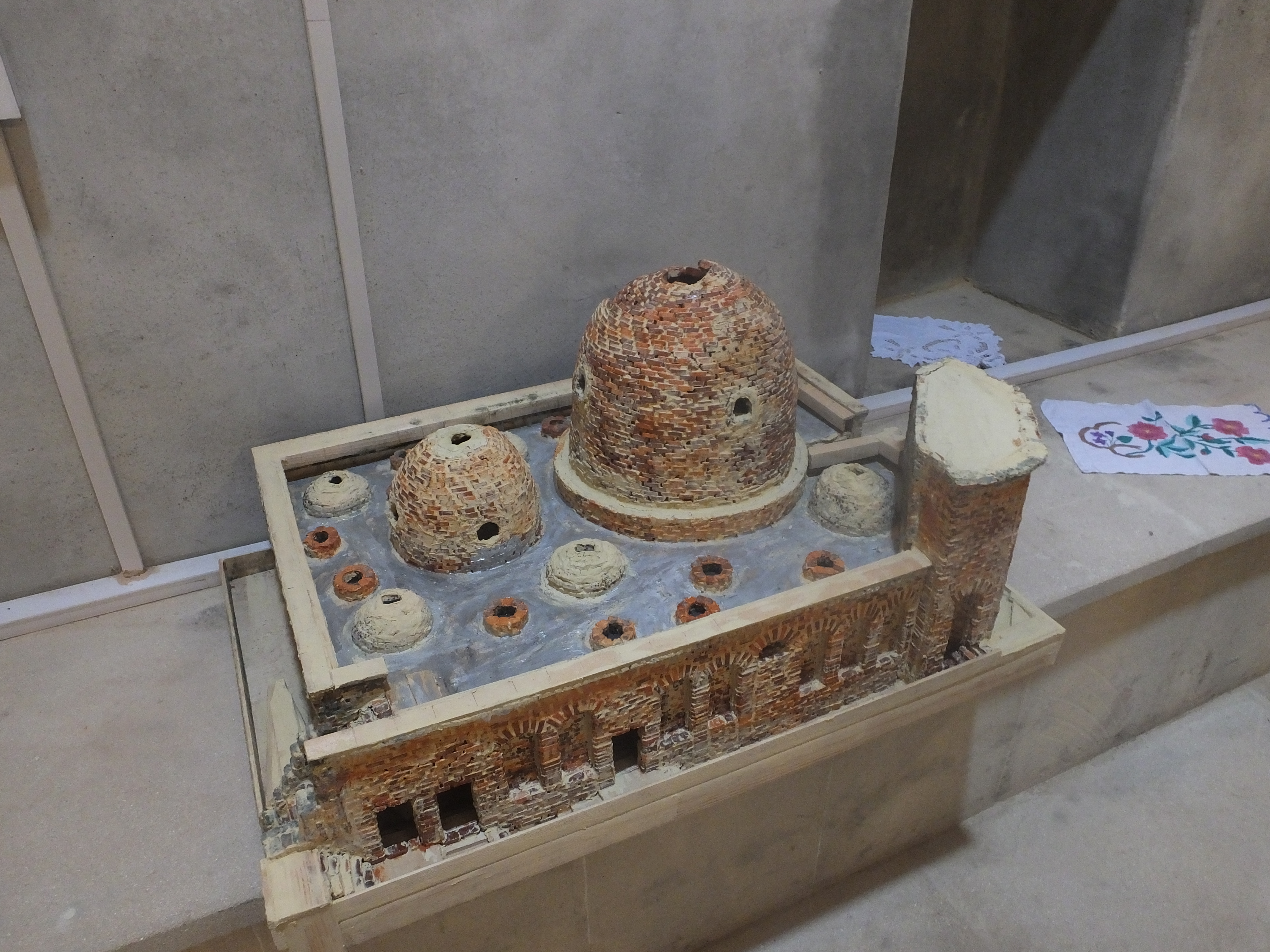
Макет бани
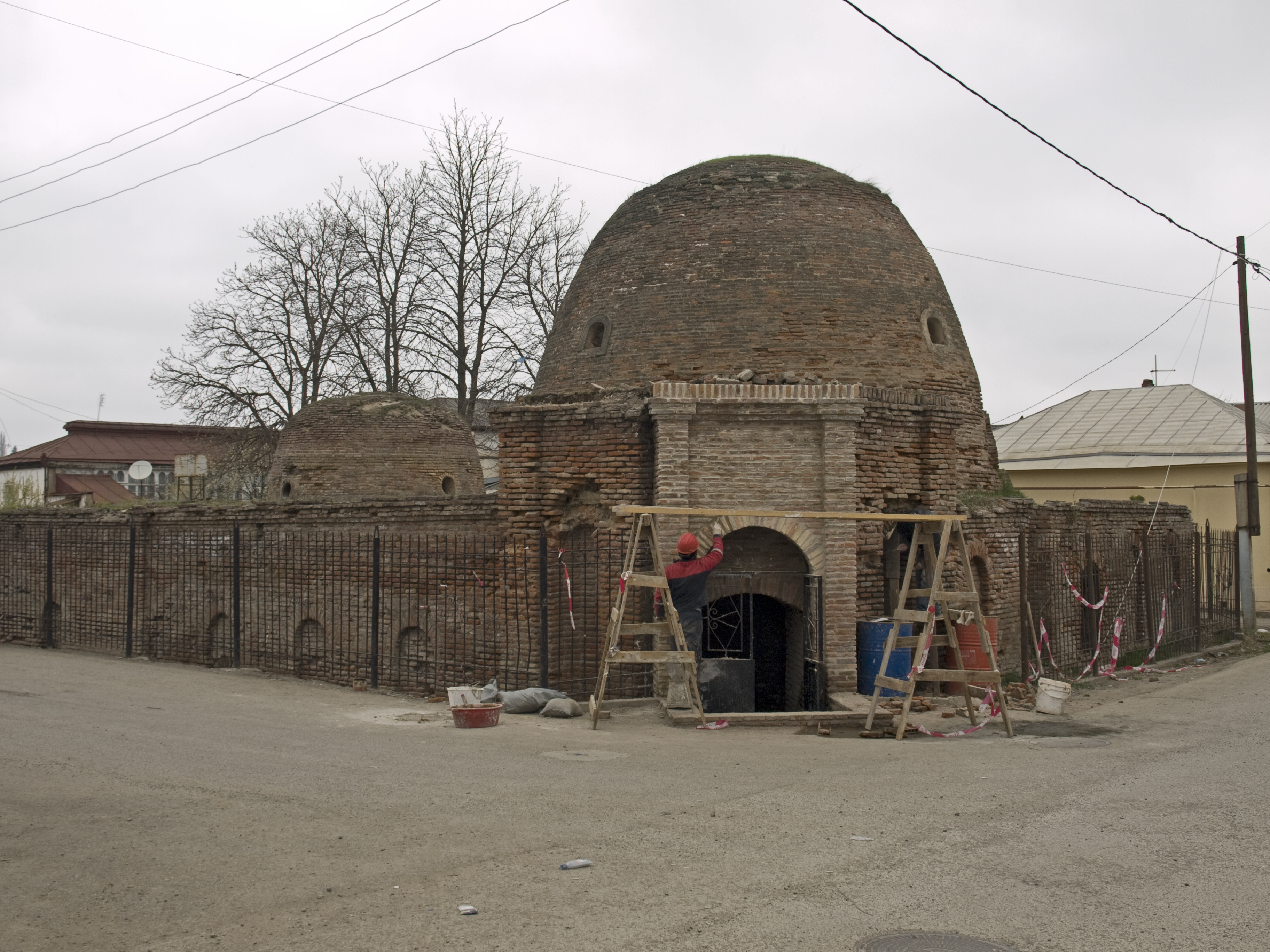
Купольная баня во время реставрационных работ
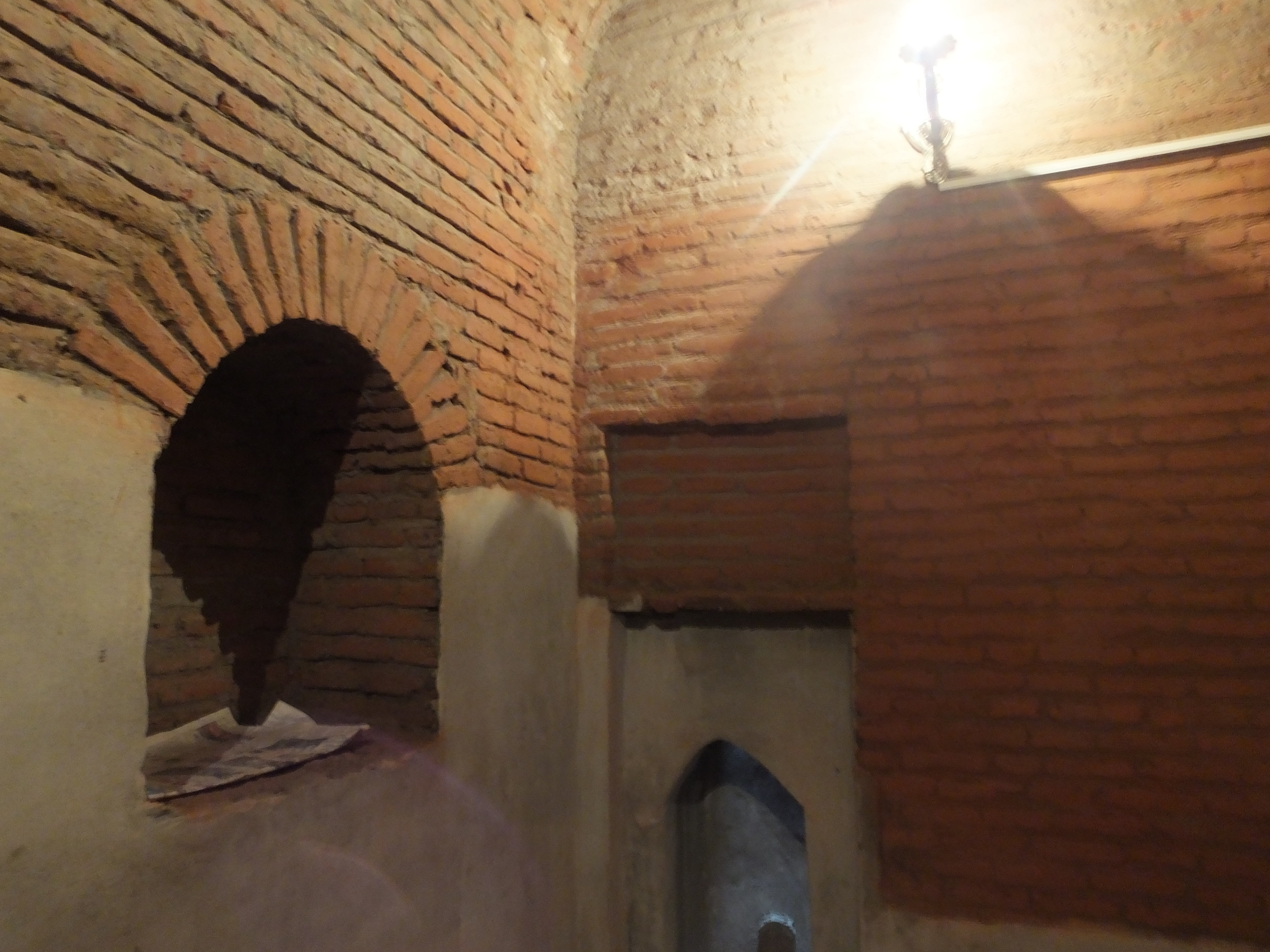
Интерьер бани
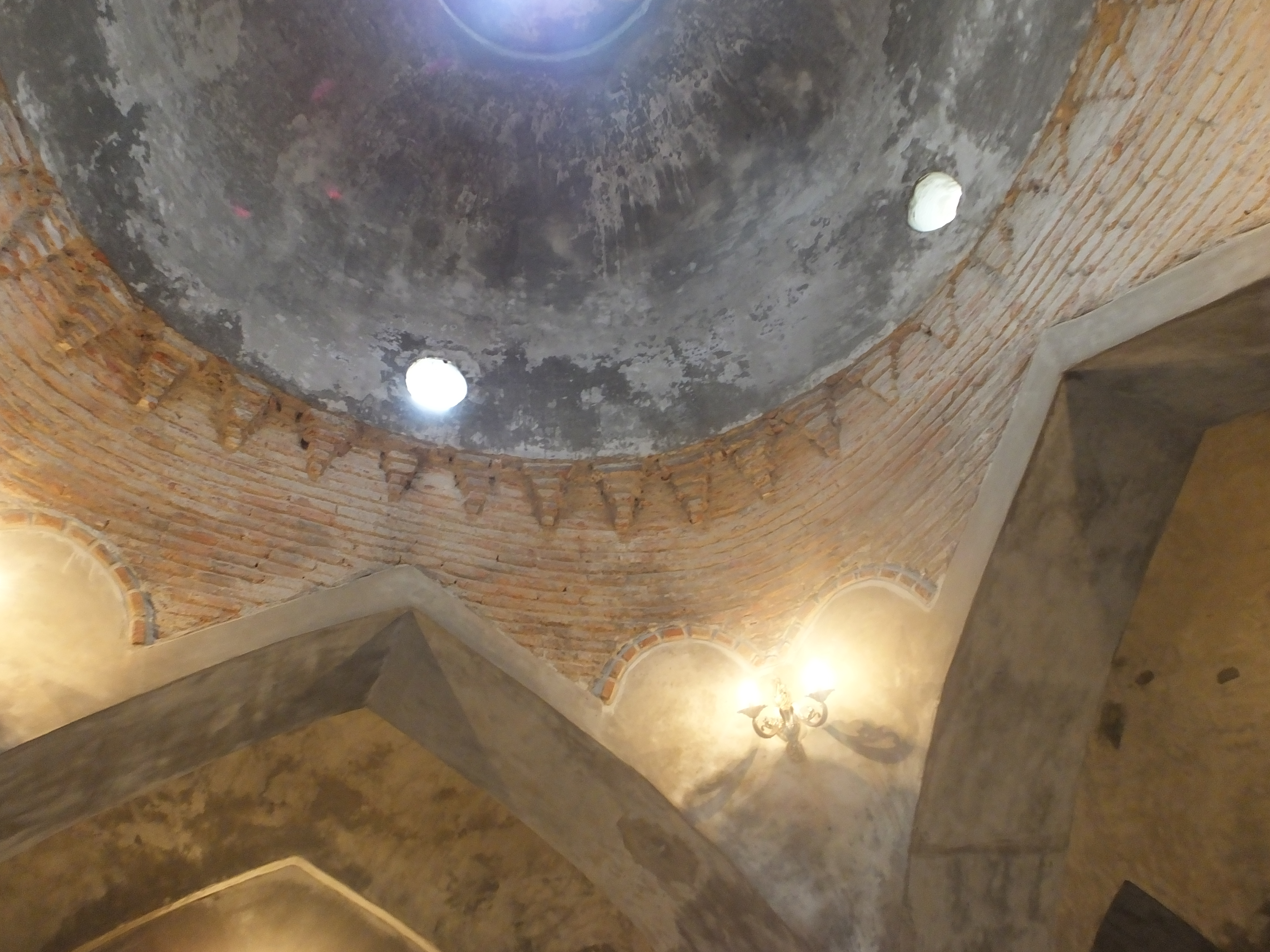
Интерьер бани
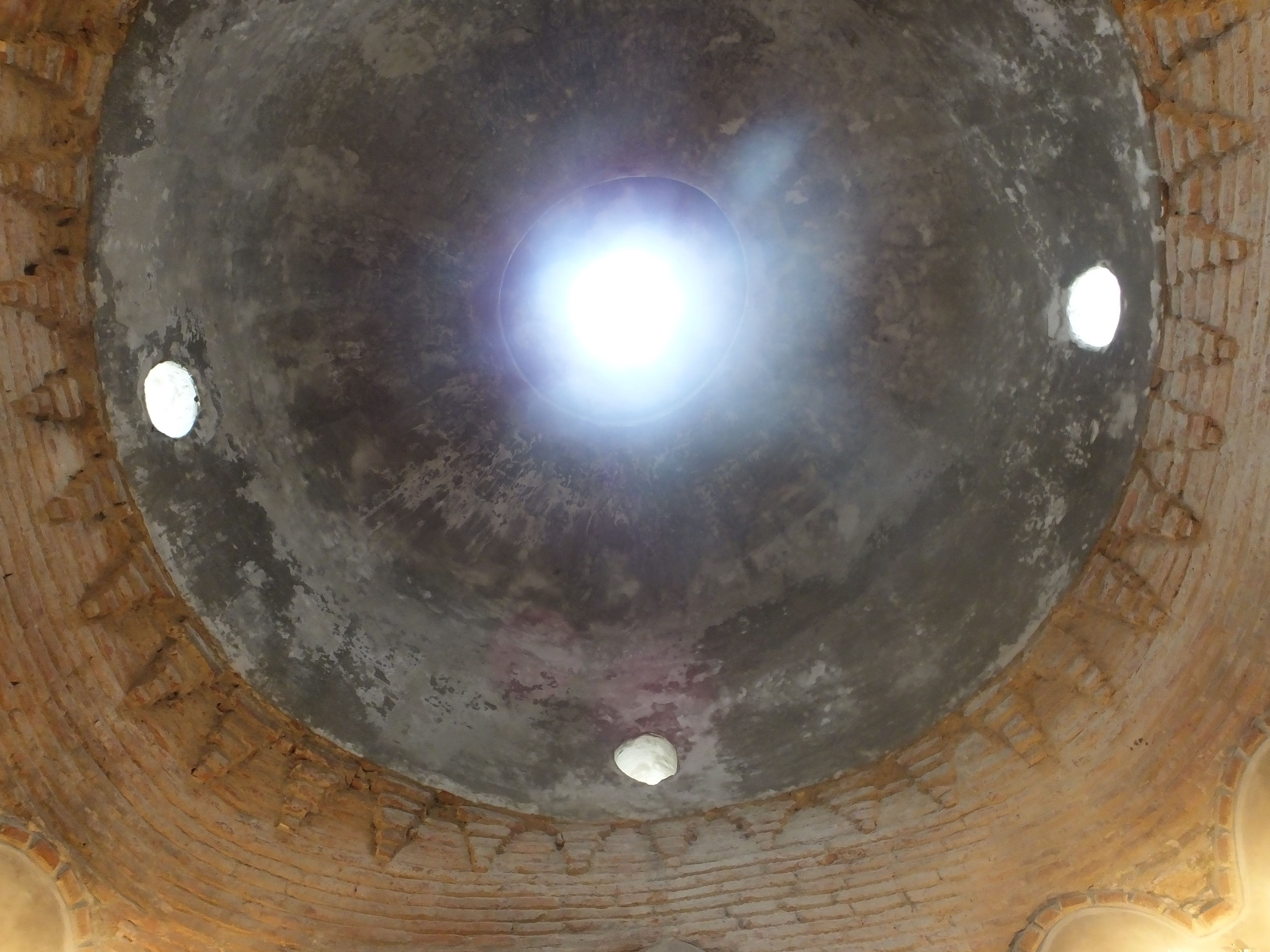
Интерьер бани